# Gwiazdozbiór Oktanta
Oktant (łac. Octans, dop. Octantis, skrót Oct) – niewielki gwiazdozbiór zawierający południowy biegun niebieski. Jest to 50. co do wielkości gwiazdozbiór na niebie. Liczba gwiazd dostrzegalnych nieuzbrojonym okiem: około 35. W Polsce niewidoczny.

## Pochodzenie nazwy
Z Oktantem nie są związane żadne legendy i mity. Wyobraża wynaleziony w 1730 roku przez brytyjskiego matematyka Johna Hadleya przyrząd, zwany oktantem, poprzednikiem sekstantu. Gwiazdozbiór został nazwany na jego cześć w 1752 roku przez francuskiego astronoma, kartografa i duchownego, badacza nieba południowego Nicolasa-Louisa de Lacaille, pierwotnie jako Octans Nautica lub Octans Hadleianus. Ta długa nazwa nie przetrwała i kilka lat później została skrócona. Przy określaniu gwiazdozbioru astronom posłużył się gwiazdami, które wcześniej należały do gwiazdozbioru Węża Wodnego. W celu skompletowania konstelacji Lacaille musiał „ukraść” dwie gwiazdy; obecnie są to Ni (ν) i Beta (β) Oktanta. Od czasów Lacaille'a nie było istotnych zmian w gwiazdach, które tworzą ten gwiazdozbiór, poza tym, że nazwę uproszczono do Octans.

## Gwiazdy Oktanta
Główne gwiazdy tworzą długi nierównoramienny trójkąt w pobliżu Południowego Bieguna Niebieskigo. 
Obszar, w którym znajduje się Oktant, jest dość pusty. Gwiazda piątej wielkości (5,42m), Sigma (σ) Octantis, obecnie odległa o 63′ od południowego bieguna niebieskiego, pełni w czasach nowożytnych rolę południowej gwiazdy polarnej, stąd jej nazwa własna Polaris Australis. Nie stanowi takiego elementu orientacyjnego, jak Alfa (α) Ursae Minoris na półkuli północnej, z racji 25 razy mniejszej jasności. Dwie gwiazdy „biegunowe”, Sigma Octantis (σ Oct) i Polaris (α UMi), różnią się zasadniczo pod względem jasności i odległości, ale mają jedną wspólną cechę: obydwie są pulsującymi gwiazdami zmiennymi typu F. Polaris jest cefeidą, a Sigma Octantis jest gwiazdą typu Delta Scuti, która zmienia swoją jasność o 0,03m z okresem 138 minut.
- Ni Octantis (ν Oct) – najjaśniejsza gwiazda konstelacji, jest pomarańczowym olbrzymem o jasności 3,73m. Jeśli chcemy zobaczyć, jak będzie wyglądało Słońce za około 7 mld lat, to znakomicie pomoże nam w tym właśnie Ni Oktanta. Ma niemal identyczną masę i prawdopodobnie przez większość swojego życia wyglądała jak nasza gwiazda. Teraz, w wieku około 12 mld lat, zużyła już swój zapas wodoru i jest nieco spuchniętym i ostygłym podolbrzymem typu K. Za jakieś 100 mln lat zacznie korzystać z fuzji helu i stanie się w pełni rozwiniętym czerwonym olbrzymem, 60 razy jaśniejszym niż obecnie, a potem zmieni się w białego karła[1].
- β Oct – to gwiazda biała, ewolucyjnie znajdująca się w fazie między karłem a podolbrzymem. Odległa od Słońca o 140 lat świetlnych (4,13m)
- δ Oct – trzecia do jasności, to pomarańczowy olbrzym o jasności 4,31m położony około 279 lat świetlnych od Słońca. Ma masę 1,2 masy Słońca i promień o 25% większy od niego, a wiek zbliżony. Jest to południowa gwiazda polarna Saturna.
- θ Oct – czwarta gwiazda ma jasność 4,78m
- Alfa Octantis (α Oct) – siódma co do jasności (5,13m), to spektroskopowy układ podwójny. W układzie tym niemal identyczne olbrzymy typu F obiegają się wzajemnie z okresem 9,073 dnia. Obserwowane zmiany jasności nie wynikają z ułożenia płaszczyzny orbity, ale z faktu, że krążą blisko siebie. W związku z tym każda z nich ma kształt wydłużonej elipsoidy obrotowej (efekt wzajemnego przyciągania grawitacyjnego), a to z kolei powoduje przesłanianie wzajemne fragmentów obu gwiazd.
- λ Oct – gwiazda podwójna o jasnościach 5,4m i 7,7m

## Interesujące obiekty
Niebo w Oktancie, tak jak u niektórych z jego sąsiadów, to niemal pustynia, i niewiele jest tam obiektów mogących przyciągnąć uwagę astronomów amatorów.
- Collinder 411 to gromada otwarta gwiazd od siódmej do dziesiątej wielkości, rozpościerająca się na ponad 1°. Najlepiej oglądać ją przez dużą lornetkę albo szerokopolowy okular przy małym powiększeniu.
- W konstelacji jest sporo małych i bladych galaktyk. Jedyną interesującą cechą NGC 2573 (Polarissima Australis) jest to, że leży najbliżej południowego bieguna niebieskiego, w odległości mniejszej niż 1°[1].

## Precesja
W wyniku precesji biegun południowy oddala się od sigmy Octantis w kierunku Kameleona. W tym regionie również nie ma jasnych gwiazd, więc biegun zostanie pusty przez następne 1500 lat – wtedy znajdzie się w odległości 1° od gwiazdy czwartej wielkości, delty (δ) Chamaeleontis.